# Song To Sing When I'm Lonely
Song To Sing When I'm Lonely è un singolo scritto e prodotto da John Frusciante, uscito nel 2004 per opera dell'etichetta discografica Niandra LaDes/BMI. Primo ed unico singolo estratto dal disco Shadows Collide With People.
Esiste una seconda versione del singolo, rilasciata solo nel Regno Unito, che vede presente, come B-Side, la canzone Omission, anch'essa estratta da Shadows Collide With People.

## Tracce
- Song To Sing When I'm Lonely - 3:16

Edizione Regno Unito
- Song To Sing When I'm Lonely - 3:16
- Omission - 4:34

## Formazione
- John Frusciante e Josh Klinghoffer - voce, chitarra, basso, sintetizzatore, tastiera e percussioni
- Chad Smith - batteria
- Jim Scott - tecnico del suono